# Almecatla
Almecatla är en ort i Mexiko.   Den ligger i kommunen Cuautlancingo och delstaten Puebla, i den sydöstra delen av landet, 100 km öster om huvudstaden Mexico City. Almecatla ligger 2 200 meter över havet och antalet invånare är 7 366.
Terrängen runt Almecatla är platt åt sydväst, men åt nordost är den kuperad. Runt Almecatla är det mycket tätbefolkat, med 2 614 invånare per kvadratkilometer. Närmaste större samhälle är Puebla de Zaragoza, 12,1 km söder om Almecatla. Runt Almecatla är det i huvudsak tätbebyggt.